# Barragem do Roxo
A Barragem do Roxo, construída sobre o leito da Ribeira do Roxo, situa-se nas imediações da localidade de Ervidel, no Município de Aljustrel, no Baixo Alentejo. 

## Descrição
É uma barragem de estrutura mista, sendo de betão na parte mais profunda do vale, e de aterro na margem direita da ribeira. A albufeira tem uma capacidade total de 96,311 hm³ e uma capacidade útil de 89,511 hm³, o volume morto é de 6,800 hm³, e a superfície inundável à cota de pleno armazenamento é de 1378 ha. Represa a ribeira do Roxo, que está integrada na bacia hidrográfica do rio Sado. Em 1983, alimentava um canal condutor geral com cerca de 21 Km, o canal da Barrada, com 11 Km, vários distribuidores ao longo de 18 Km, e regadeiras que atingiam os 138 Km, além de uma rede de enxugo com 41 Km. Este conjunto de canais chegavam às áreas de São João de Negrilhos, Gasparões, Canhestros e Alvalade. Armazena água quase exclusivamente para fins agrícolas,<refmunicípio name=TSF2021>CASACA, Maria Augusta (30 de Dezembro de 2021). «Chuva que caiu na última semana não chegou para encher barragens do Sul». TSF. Consultado em 28 de Outubro de 2022</ref> abastecendo os municípios de Aljustrel e de Beja.
Não é a única barragem no município, existindo igualmente as represas do Monte Ruas e da Mina, nas imediações da vila de Aljustrel.

## História
O plano para a barragem foi elaborado em 1958 pela Direcção-Geral dos Serviços Hidráulicos. Foi construída entre 1963 e 1967 pela firma Amaro & Mota, tendo sido inaugurada em 30 de Junho de 1958. Em Março de 1969, a barragem foi visitada pelo presidente do Conselho de Ministros, Marcello Caetano, como parte de um roteiro pela região Sul do país. Em Junho desse ano também foi visitada pelo chefe de estado, Américo Tomás, tendo então sido renomeada para Barragem Arantes e Oliveira, em homenagem ao Ministro das Obras Públicas, que tinha demonstrado um especial interesse pelo Plano de Rega do Alentejo. Durante os primeiros dois anos a exploração foi feita pela Direcção-Geral dos Serviços Hidráulicos, tendo depois sido passada para a Associação de Regantes e Beneficiários do Roxo, sedeada na localidade de Montes Velhos, na freguesia de São João de Negrilhos. Esta associação foi oficialmente criada por um alvará de 26 de Junho de 1968, e mudou de nome em 1994 para Associação de Beneficiários do Roxo. A construção da barragem permitiu a introdução das culturas de regadio em grande parte dos municípios de Aljustrel, Ferreira do Alentejo e Santiago do Cacém, alterando dramaticamente as condições socioeconómicas das regiões servidas. Possibilitou igualmente a instalação de fábricas de concentrado de tomate e conservas de frutas, nas povoações de Montes Velhos, Alvalade e Fortes.
Em 7 de Julho de 2010 a estrutura ficou ligada à Barragem do Alqueva, permitindo um considerável aumento na área de regadio, de 5 mil para 30 mil ha. De forma a aproveitar esta nova capacidade, foi planeado um ambicioso conjunto de empreendimentos, principalmente ao nível da agricultura, onde iriam ser iniciadas novas culturas, mas também em bioenergias e na instalação de um entreposto comercial em Aljustrel, para o armazenamento a frio, a escolha e o embalamento de produtos hortofrutícolas. Porém, só em Junho de 2016 é que foi feita a primeira transferência do Alqueva para o Roxo, numa cerimónia que contou a presença de Phil Hogan, Comissário Europeu da Agricultura e Desenvolvimento Rural, e de Capoulas Santos, ministro da Agricultura. Mesmo apesar de ser abastecida pelo Alqueva, a Barragem do Roxo continuou a estar em situação crítica em períodos de seca, tendo por exemplo atingido apenas cerca de 10% da sua capacidade em Novembro de 2017. Em Abril de 2019, a albufeira estava a 36,7% do seu máximo, sendo uma das situações mais preocupantes, em conjunto com a Barragem do Monte da Rocha. Em Março de 2020, o deputado Pedro do Carmo anunciou que a Barragem do Roxo iria ser ligada à do Monte da Rocha, como parte do alargamento do perímetro de rega do Alqueva. A barragem foi muito atingida pela seca no Inverno de 2021 para 2022, encontrando-se a sua albufeira em níveis muito baixos em Dezembro de 2021, tendo atingido o limite mínimo em Fevereiro do ano seguinte, pelo que foi necessário o transporte de água a partir do Alqueva no sentido de garantir o abastecimento dos campos agrícolas.